# August Hauner

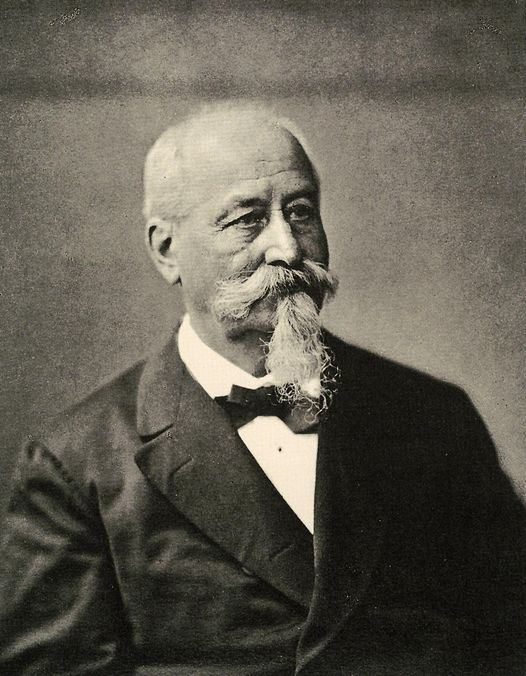
August von Hauner

Napoleon August von Hauner (* 28. Oktober 1811 in Neumarkt an der Rott; † 11. Juni 1884 in München) war ein deutscher Arzt und Pädiater. Er gründete das Dr. von Haunersche Kinderspital in München.

## Leben und Wirken
Hauners Vater Corbinian Hauner († 1838) war Klosterrichter in Frauenchiemsee und später Rentbeamter, seine Mutter war Anna Maria Hauner geb. Lang († 1850). Hauner verbrachte seine Kindheit in Neumarkt und studierte von 1830 bis 1835 an der Ludwig-Maximilians-Universität München und zwischenzeitlich an der Universität Wien Medizin. Ab 1831 war er Mitglied des Corps Isaria. Mit einer Dissertation über das Kindbettfieber (De febri puerperali) wurde er im Juli 1835 an der Münchner Universität promoviert.
Von 1837 bis 1845 praktizierte Hauner zunächst als Landarzt in Tann (Niederbayern), später in Murnau am Staffelsee. 1845 übersiedelte er nach München, wo er zunächst als städtischer Armenarzt für ein Jahresgehalt von 150 Gulden arbeitete. Schließlich eröffnete der 33-jährige Hauner 1846 eine private Kinderklinik in einer Mietwohnung im Haus Sonnenstraße 27, finanziert durch Eigenkapital sowie Spenden eines zu diesem Zweck gegründeten Vereins unter dem Protektorat von Königin Therese, der Ehefrau König Ludwigs I. Es handelte sich um eines der ersten Kinderkrankenhäuser im deutschsprachigen Raum und hatte das 1837 gegründete St. Anna Kinderspital in Wien zum Vorbild. Hauner sah sein Kinderspital nicht nur als Ort für die Behandlung kranker Kinder, sondern auch als Informationsstelle für Mütter über die richtige Ernährung, Pflege und Erziehung ihrer Kinder. 1849 erfolgte die Verlegung der Kinderklinik in das Haus Jägerstraße 9. Hauner habilitierte sich 1848 für das Fach Kinderheilkunde an der Ludwig-Maximilians-Universität. 1850 wurde er zum Privatdozenten und 1858 zum Honorarprofessor ohne Anspruch auf Gehalt ernannt. Nur schwer konnte er sich damit abfinden, dass er nie eine richtige Professur erhielt, weil die Medizinische Fakultät der Universität bemängelte, dass der Ort seiner ärztlichen Errungenschaften weniger der Seziertisch und das wissenschaftliche Labor seien, sondern das Krankenbett. Der Kinderarzt war der Ansicht, dass Kinder nicht nur medizinisch zu betreuen sind, sondern auch auf ihre „richtige Erziehung“ als Möglichkeit der Prävention geachtete werden sollte. Dazu schrieb er:

„Der Zweck der Erziehung kann ... kein anderer sein, als naturgemäße harmonische Entwicklung und Ausbildung der im Kinde schlummernden physischen und psychischen Anlagen und Kräfte, dieselben zu leiten, dass die Gesundheit in keiner Weise beschädigt, dass die richtigen Metamorphosen des Körpers keine Störung erleiden, dass der Geist und das Gemüth im gesunden Körper allmählig und geschickt sich entfalten, und alle Hemmnisse, Nachtheile, üble Gewohnheiten und Gebräuche entfernt werden, die auf irgend eine Weise auf Körper und Geist verderblich einwirken könnten.“

1858 wurde August Hauner der persönliche Adel verliehen. Bis 1883 hielt er an seiner Klinik für die Universität Lehrveranstaltungen über Kinderkrankheiten. Hauner veröffentlichte Jahresberichte über sein Kinderkrankenhaus sowie ab 1863 die Forschungsreihe „Beiträge zu Pädiatrik“.
In seinen Fachbeiträgen und unzähligen Referaten favorisierte er nicht unbedingt die medikamentöse Behandlung, sondern befürwortete ebenso die naturgemäßen Behandlungsformen. So empfahl er beispielsweise bei Scharlach und Typhus auch die Heilkraft des Wassers zu nutzen und Kinder, die an Brust- und Unterleibskrankheiten litten, sollten in lauwarme Milchbäder gelegt werden.
Mit hoher Energie setzte er sich für die Pockenimpfung ein, die er für eine besonders segenreiche Erfindung hielt.

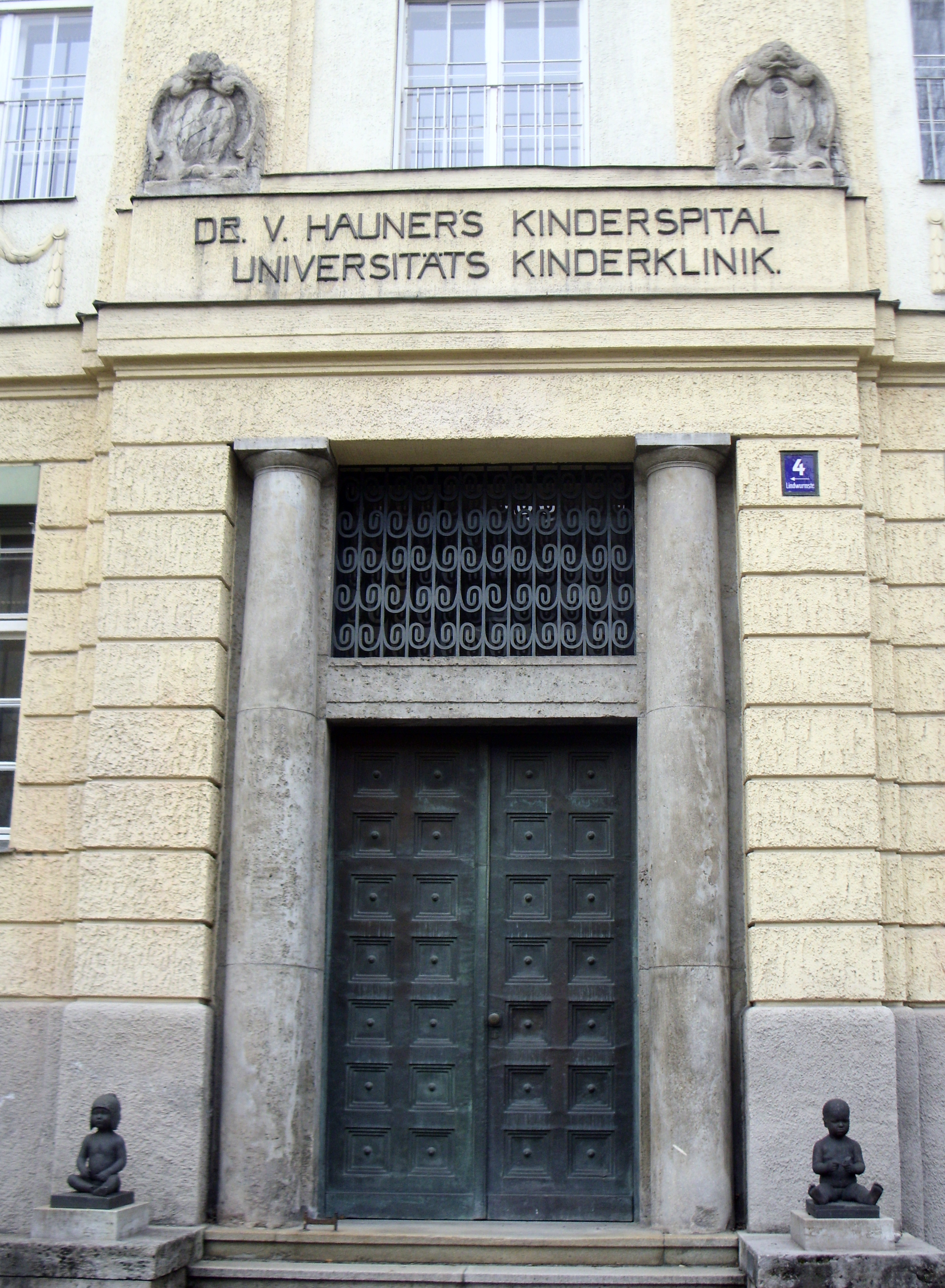
Historischer Eingang des Dr. v. Haunerschen Kinderspitals

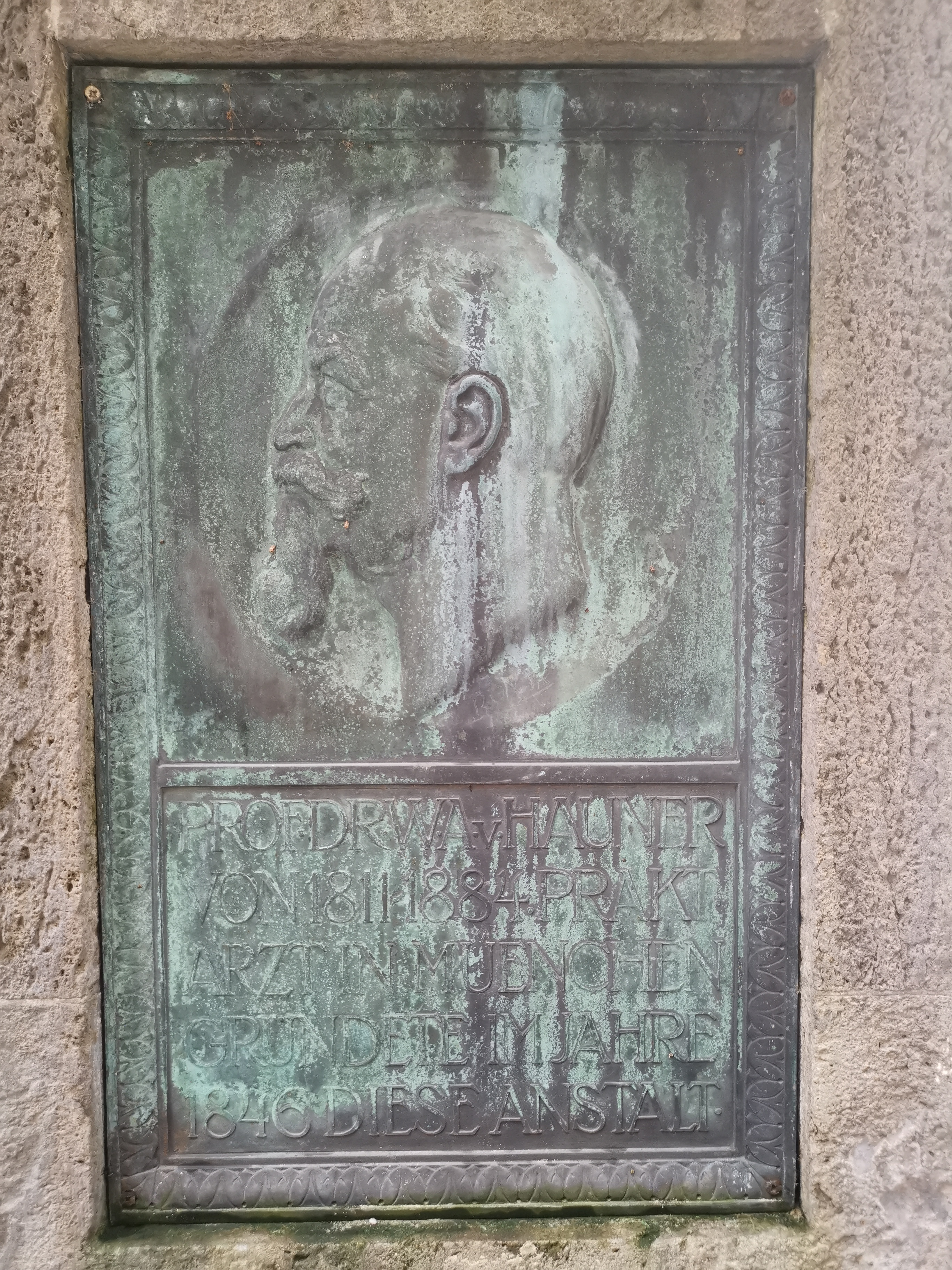
Tafel an einem Denkmal im Innenhof der Haunerschen Klinik

Hauner gelang es in jahrzehntelangen Bemühungen, zahlreiche Mäzene für seine Idee einer großen öffentlichen Kinderklinik zu gewinnen. Am 15. März 1882 konnte ein modernes Krankenhausgebäude an der Lindwurmstraße seiner Bestimmung übergeben werden. Der Münchner Stadtbaurat Arnold Zenetti hatte die Pläne für den Neubau erstellt, der bis heute Dr. von Haunersches Kinderspital heißt. August von Hauner überlebte diesen Erfolg um zwei Jahre und starb nach langer Krankheit im Juni 1884. Sein Schwiegersohn Alfred von Halm übernahm die Leitung der Klinik, die 1886 vom bayerischen Staat übernommen wurde. Heinrich von Ranke, der bis dahin Leiter der Pädiatrischen Poliklinik war, wurde zum ersten Direktor der neu geschaffenen Universitätskinderklinik in das Dr. von Haunersche Kinderspital berufen.

## Grabstätte

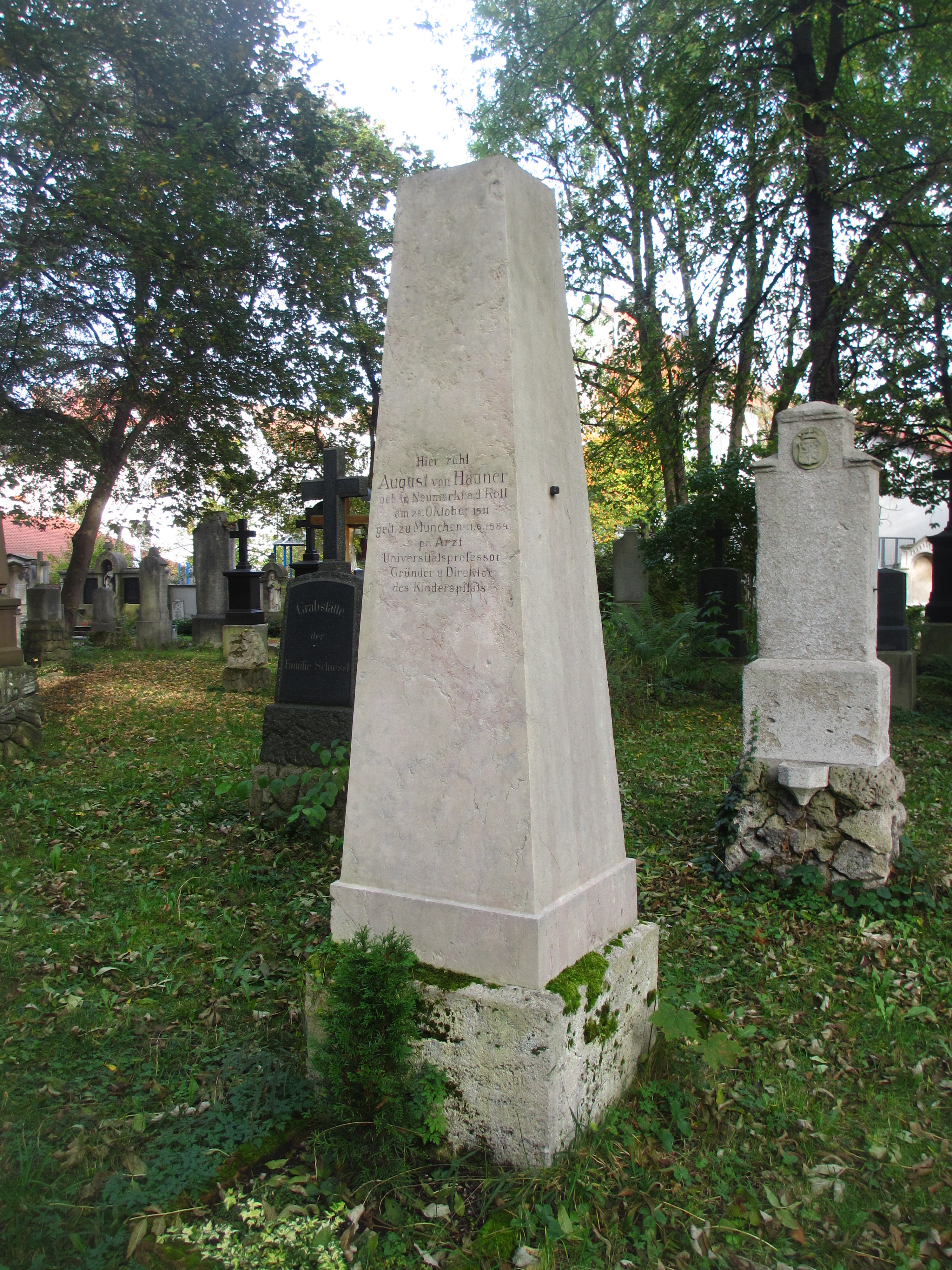
Grab von August Hauner auf dem Alten Südlichen Friedhof in München

Die Grabstätte von Hauner befindet sich auf dem Alten Südlichen Friedhof in München (Gräberfeld 11 – Reihe 8 – Platz 57) Standort.

## Nachkommen
Hauner heiratete 1838 in München Marie Gattinger (1816–1893), eine Tochter des Dionys Gattinger (1780–1843). Das Paar hatte einen Sohn und vier Töchter, darunter:
Die Tochter Marie (1840–1900) heiratete den bayrischen Generalleutnant Hugo von Helvig (1837–1891) und als verwitwete von Helvig 1893 Adolph Freiherr von Asch, einen bayerischen General der Infanterie, der von 1893 bis 1905 Bayerischer Kriegsminister war. Auguste heiratete 1876 den bayerischen Leib- und Obergeneralarzt Alfred von Halm (1844–1919).

## Ehrungen
- Nobilitierung (1858)
- Dr. Hauner-Straße in Neumarkt-Sankt Veit

## Schriften
- Beiträge zur Paediatrik. Hirschwald, Berlin 1863 (XI, 227 S.)
- Grundzüge der physischen Erziehung der Kinder. Aus den Vorlesungen im Kinderspitale. Fritsch, München, 1868, Digitalisat